# Gabriel Daniel
Pour les articles homonymes, voir Daniel.
Gabriel Daniel, né le 8 février 1649 à Rouen et mort le 23 juin 1728 à Paris est un historiographe jésuite français.

## Biographie
Le P. Daniel, qui est entré chez les jésuites en 1667, est l’auteur d’ouvrages d’histoire, de philosophie et de religion. Il écrit contre Descartes le Voyage du monde de Descartes (1690), où il combat le système des tourbillons ainsi que les preuves de l'existence de Dieu, et contre Pascal des Entretiens de Cléanthe et d’Eudoxe sur les Lettres au provincial (1694), où il défend les jésuites et qui sont traduits dans toutes les langues. Auteur d’une foule de brochures contre les jansénistes, cet ami des PP. Le Tellier, de Vire, Lallemant, de Saint-Valery-sur-Somme et Doucin, de Vernon, est membre de ce que les jansénistes appellent à l’époque « la cabale des Normands ».
Les deux seuls ouvrages par lesquels le P. Daniel a acquis la célébrité sont sa Milice française et son Histoire de France. Ce dernier ouvrage, qui parait en 1713, 3 volumes in-folio (réimprimée avec de grandes améliorations, 1755-1760, 17 vol. in-4°) dont il donne un Abrégé en 1724, 9 vol. in-12, est vivement critiqué. Selon le Dictionnaire universel d’histoire et de géographie de Bouillet et Chassang, elle n’est guère qu’un long et ennuyeux récit de sièges et de combats ; cependant elle ne manque ni d’exactitude ni de clarté. Avant de publier ce grand ouvrage, il commença, selon la coutume, par décrier celle de son compatriote Mézeray, qui passa cependant pour être bien aussi exacte que la sienne, et beaucoup moins insipide, quoiqu'il y ait plus d’instruction à tirer de celle du P. Daniel, surtout de l’édition du P. Griffet, dont les notes et les dissertations ajoutent beaucoup à ce mérite d’exactitude. Le comte Boulainvilliers disait qu’il était presque impossible qu’un jésuite écrivît bien l’Histoire de France, mais elles ne sont pas les seules qui aient empêché le P. Daniel de bien l’écrire, et le défaut de talent a bien fait autant de tort à son ouvrage que les opinions jésuitiques. L’historien Augustin Thierry  en a, quant à lui, porté une autre appréciation sur son travail : « sa prétention fut d’écrire d’après elles [les sources], de suivre les témoignages et de revêtir la couleur des historiens originaux. Le but principal de Daniel était l’exactitude historique, non pas cette exactitude vulgaire qui se borne à ne point déplacer les faits de leur vrai temps ou de leur vrai lieu, mais cette exactitude d’un ordre plus élevé, par laquelle l’aspect et le langage de chaque époque sont scrupuleusement reproduits. Il est le premier en France qui ait fait de ce talent de peindre la principale qualité de l’historien, et qui ait soupçonné les erreurs sans nombre où entraîne l’usage irréfléchi de la phraséologie des temps modernes. Les convenances historiques étaient aux yeux de Daniel les seules qu’il dût aveuglément respecter, aucune convenance sociale ne lui semblait digne de l’emporter sur elles. […] Le P. Daniel a le premier enseigné la vraie méthode de l’histoire de France, bien qu’il ait manqué de force et de talent pour la mettre en pratique ; c’est une gloire qui lui appartient et que peu de personnes lui accordent. » Sainte-Beuve aussi reconnait la supériorité dont fait preuve le Père Daniel si on le compare à ses devanciers.
Son Histoire de la milice française (1721) est un traité curieux et utile, et qui suppose dans son auteur, ainsi que l’Histoire de France, une sorte de connaissance de l’art militaire, et un gout pour cet art assez inutile chez un religieux.

## Publications
- Abrégé de l’histoire de France, depuis l’établissement de la monarchie françoise dans les Gaules, Paris, Libraires Associés, 1713.
- Abrégé de l’histoire de la milice françoise, Paris, Hôtel de Thou, 1773.
- Défense de saint Augustin contre un livre qui paroît depuis peu sous le nom de M. de Launoy : où l’on veut faire passer ce saint père pour un novateur, Paris, Le Clerc & Josse, 1704.
- Dissertation théologique sur la nécessité morale : et sur l’impuissance morale par rapport aux bonnes œuvres, Paris, Le Clerc, 1714.
- Entretiens de Cléandre et d’Eudoxe, sur Les lettres au provincial, Cologne [i.e. Rouen], Pierre Marteau, à l’Arbre-sec, 1697.
- Histoire apologétique de la conduite des Jésuites de la Chine, adressée a messieurs des missions étrangères, [S.l.s.n.], 1700.
- Histoire de France : depuis l’établissement de la monarchie françoise dans les Gaules, Amsterdam, Aux dépens de la Compagnie, 1720-1725.
- Histoire de la milice françoise et des changemens qui s’y sont faits depuis l’établissement de la monarchie dans les Gaules jusqu’à la fin du règne de Louis le Grand, Paris,Denis Mariette,Jean-Baptiste Delespine&Jean-Baptiste Coignard fils  1721 2 tomes in 4°& 70 planches
- Lettre a une dame de qualité, où l’on examine jusqu’à quel point il est permis aux dames de raisonner sur les matières de religion Paris, Louis Coignard, 1715.
- Lettre de Mr. l’abbé *** à Eudoxe, touchant la nouvelle apologie des Lettres provinciales, Cologne, Pierre Marteau, à l’Arbre sec, 1698.
- Lettre du père D*** Jésuite au T.R.P. Antonin Cloche, général de l’ordre de S. Dominique, touchant le livre du Père Serry contre le Sieur de Launoy, & touchant une lettre imprimée contre les Jésuites, attribuée à ce religieux, [S.l.s.ns.d.].
- Lettres au R.P. Alexandre : dans lesquelles on fait le parallèle de la doctrine des thomistes avec celle des jésuites, sur la probabilité & sur la grâce, Cologne, [s.n.], 1698 après une édition en 1697 [s.n.s.l.s.d] [Rouen].
- Nouvelles difficultez proposées, Paris, Veuve de Simon Benard, 1693.
- Recueil de divers ouvrages philosophiques, théologiques, historiques, apologétiques & de critique, Paris, Mariette & Coignard, 1724.
- Remontrance à Monseigneur L’Archevesque de Reims sur son ordonnance du quinzième de Juillet 1697 : à l’occasion de deux thèses de théologie soutenues dans le Collège des Jésuites de la mesme ville, les 5. & 17. de décembre 1696, [S.l. : s.n.], 1697.
- Réponse aux lettres provinciales de L. de Montalte, ou Entretiens de Cléandre et d’Eudoxe, Cologne [i.e. Rouen], Pierre Marteau, 1696.
- Réponse du P ... D ... a la lettre que le R.P. Serry, docteur, et premier professeur en théologie dans l’Université de Padoue, luy a écrite, [S.l.s.n.], 1705.
- Sauvez le roi quand même : et quelques autres maximes du jour, Paris, L’Huillier, 1816.
- Suite de la solution de divers problèmes, pour servir de réponse à la lettre du P. Daniel à monseigneur l’archevêque de Paris, Cologne, Pierre Marteau, 1700.
- Suite du Voyage du monde de Descartes, ou Nouvelles difficultez proposées a l’auteur du Voyage du monde de Descartes : avec la Réfutation de deux défenses du système général du monde de Descartes, Amsterdam, Mortier, 1693.
- Traité historique, : contenant le jugement d’un protestant, sur la théologie mystique, sur le quiétisme, & sur les démêlez de l’Évêque de Meaux avec l’Archevêque de Cambray, jusqu’à la bulle d’Innocent XII. & l’Assemblée provinciale de Paris, du 13. de may 1699. inclusivement. Avec le problème ecclésiastique contre l’Archevêque de Paris, [S.l.] : [s.n.], 1699.
- Traité théologique touchant l’efficacité de la grace : ou l’on examine ce qui est de foy sur ce sujet, & ce qui n’en est pas, ce qui est de saint Augustin, & ce qui n’en est pas, Paris, Le Clerc, 1705.
- Voiage du monde de Descartes[3], Amsterdam, Rodopi, 1970.